# Joseph Autran

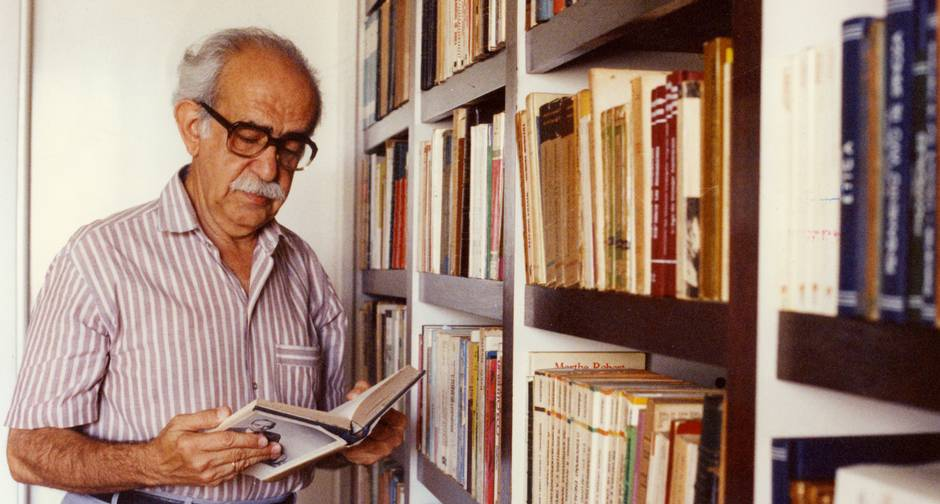
Joseph Autran auf einem Photo

Joseph Antoine Autran (* 20. Juni 1813 in Marseille; † 6. März 1877 ebenda) war ein französischer Lyriker und Schriftsteller.

## Leben
Autran war Sohn eines Kaufmanns und verbrachte seine Kindheit und Jugend in Marseille. Als Autran sein Studium beendet hatte, ließ er sich als freier Schriftsteller nieder. In seinen Gedichten thematisierte er immer wieder seine Heimatstadt und das Meer samt den Naturgewalten.
Mit 39 Jahren wurde Autran 1852 durch eine Erbschaft sehr vermögend und das enthob ihn bis an sein Lebensende aller finanziellen Sorgen. Als Nachfolger des 1867 verstorbenen François Ponsard wurde Autran 1868 als Mitglied in die Académie française (Fauteuil 09) aufgenommen.

## Rezeption
Seine Lyrikanthologie La mer, welche Autran 1835 veröffentlichen konnte, wurde 1855 bedeutend erweitert unter dem Titel Les poëmes de la mer nochmals herausgegeben.
Mit seiner Tragödie La fille d'Eschyle konnte Autran große Erfolge erzielen und wurde dafür 1848 mit dem Literaturpreis der Académie française ausgezeichnet. Er konnte sich diesen Preis zu gleichen Teilen mit Émile Augier teilen, der diesen Preis seines Theaterstücks Gabrielle wegen verliehen bekommen hatte.
Autrans Dichtungen sind wohlgefeilt und von einem hellenisch-klassischen Anflug, haben aber tiefere Spuren in dem geistigen Leben seiner Nation nicht zurückgelassen. Sie erschienen gesammelt in 8 Bänden (Paris 1878/81).

## Werke
- Les poëmes de la mer (1855)
- La fille d'Eschyle. Étude antique en cinq actes et en vers (1848)
- Milianah. Épisode des Guerres d'Afrique (1852)
- Le cyclope (1863)
- Paroles de Salomon (1869)
- La légende des Paladins (1875)
- Laboureurs et soldats
- Oeuvres completes. Lévy, Paris 1878–1881
  - 1. Les poèmes de la mer. 1878
  - 2. La vie rurale. Journal de campagne. 1878
  - 3. La flute et le tambour. 1879
  - 4. Sonnets capricieux. Histoire de village. 1879
  - 5. La lyre à sept cordes. 1879
  - 6. Drames et comédies. 1880
  - 7. Lettres et notes de voyage. 1880
  - 8. La comédie de l'histoire. 1881